# Birubius drummondae
Birubius drummondae is een vlokreeftensoort uit de familie van de Phoxocephalidae. De wetenschappelijke naam van de soort is voor het eerst geldig gepubliceerd in 2001 door Taylor & Poore.